# クリスティン・ドス・サントス
クリスティン・ドス・サントス（Kristin dos Santos、1975年2月24日 - ）は、アメリカ合衆国のコラムニスト、女優。ミズーリ州・セントルイスで生まれる。
テレビでは主にインタビュアーとして出演している他、テレビドラマに出演もしている。

## 出演ドラマ
- HEROES
- プッシング・デイジー 恋するパイメーカー
- トゥルー・コーリング
- フェリシティの青春